# Humberto Ward
Humberto Ward (Panamá, 1 de octubre de 1986) es un exfutbolista panameño.

## Carrera
El 15 de agosto de 2013, convirtió un doblete contra el W Connection de Trinidad y Tobago en la Concacaf Liga Campeones 2013-14.

## Clubes
| Club                | País       | Año         |
| ------------------- | ---------- | ----------- |
| Árabe Unido         | Panamá     | 2012-2014   |
| Chorrillo           | Panamá     | 2015-2016   |
| Plaza Amador        | Panamá     | 2016 - 2017 |
| Atlético Veragüense | Panamá     | 2017        |
| Alianza FC          | Panamá     | 2017        |
| Tauro FC            | Panamá     | 2018        |
| Limón FC            | Costa Rica | 2018        |
| Sporting SM         | Panamá     | 2019        |
| Azuero FC           | Panamá     | 2019        |

## Palmarés
| Título            | Club        | País   | Año  |
| ----------------- | ----------- | ------ | ---- |
| LPF Apertura 2012 | Árabe Unido | Panamá | 2012 |